# Доминик Пинон
Доминик Пинон (фр. Dominique Pinon; 4. март 1955. године), француски је позоришни и филмски глумац, редитељ, сценариста и продуцент. Познат је по улогама у филмовима Жан-Пјера Женеа и Жан-Жака Бенекса. 
Најпознатије су му улоге у филмовима Бети Блу (1986), Лудило (1988), Деликатесен (1991), Град изгубљене деце (1995), Осми путник 4: Васкрснуће (1998), Чудесна судбина Амелије Пулен (2001), Велика авантура Мортадела и Филемона (2003) и Бездушни 2 (2015), поред многих. Један је од популарнијих глумаца у Француској.